# Enrique de Lucas
Enrique de Lucas Martínez (L'Hospitalet de Llobregat, 17 augustus 1978) is een gewezen Spaans voetballer.

## Clubvoetbal
De Lucas doorliep de jeugdelftallen van RCD Espanyol. In 1996 debuteerde hij in het tweede elftal en op 15 mei 1998 debuteerde hij voor deze club tegen Real Valladolid in de Primera División. In 2000 won de middenvelder met Les Periquitos de Copa del Rey. In 2001 verliet De Lucas Espanyol voor een huurperiode van een halfjaar bij het Franse Paris Saint-Germain. Na een goed seizoen 2001/2002, waarin hij in 33 competitiewedstrijden voor Espanyol zeven doelpunten maakte, vertrok De Lucas de club definitief. Hij tekende een contract bij Chelsea FC, maar zijn periode bij de Engelse club bleef beperkt tot het seizoen 2002/2003. In 2003 keerde de middenvelder terug naar Spanje om voor Deportivo Alavés te gaan spelen. Met deze club promoveerde hij in 2005 naar Primera División, maar het daaropvolgende jaar volgde reeds de degradatie met een achttiende plaats. De Lucas werd in 2007 gecontracteerd door Real Murcia, dat in dat jaar gepromoveerd was van de Segunda División A naar Primera División. Ook deze club kon zich niet handhaven op het hoogste niveau, waarna hij nog één jaar voor Real Murcia uitkomt in Segunda División A. In 2009 vertrok De Lucas met een contract voor één seizoen naar streekgenoot en nieuwbakken reeksgenoot FC Cartagena, waar hij een van de smaakmakers was van het succes.  In zijn eerste seizoen op het tweede niveau van het Spaans voetbal had de ploeg lang uitzicht op promotie en eindigde op een mooie vijfde plaats.  De ploeg trachtte het contract te verlengen, maar totaal onverwacht tekende de speler voor het seizoen 2010-2011 bij reeksgenoot Celta de Vigo, waar hij weer een van de smaakmakers werd en waar een zesde plaats toegang gaf tot de eindronde om één bijkomende stijger aan te duiden.  De uiteindelijke promovant Granada CF bleek te sterk te zijn tijdens de eerste ronde van deze eindronde.  Gezien zijn prestaties werd het contract van de speler verlengd voor het seizoen 2011-2012.  De ploeg eindigde tweede na streekgenoot Deportivo La Coruña en promoveerde zo rechtstreeks naar de Primera División.  De speler volgde voor het seizoen 2012-2013 de ploeg naar de hoogste Spaanse reeks.  Het werd een moeilijk seizoen voor de ploeg, waar de speler steeds moest vechten om in de basis elf terecht te komen.  Hij zou ongeveer tijdens de helft van de wedstrijden spelen, waarvan de meeste als vervanger.  De ploeg kon zich redden, maar toen de speler op het einde van het seizoen uitviel door kwetsure, werd zijn contract niet meer vervangen.  Tijdens het seizoen 2013-2014 keerde hij terug naar de Segunda División A, waar hij een contract tekende bij Hércules CF.  De ploeg kende een heel slecht seizoen en kon op het einde van het seizoen de degradatie niet verhinderen.

## Nationaal elftal
De Lucas speelde nog nooit voor het Spaans nationaal elftal. Wel speelde de middenvelder eenmaal in het Catalaans elftal, in december 2000 tegen Litouwen.